# 왓쳐 (드라마)
《왓쳐》(WATCHER)는 2019년 7월 6일부터 2019년 8월 25일까지 방영된 OCN 오리지널 시리즈 토일 드라마이다.

## 줄거리
비극적인 사건으로 인해 인생이 무너진 세 남녀가 경찰 내부 비리조사팀이 되어 권력의 실체를 파헤치는 심리스릴러 드라마.

## 등장 인물

### 주요 인물
- 한석규 : 도치광 역 - 세양지방경찰청 감찰4반 반장 → 비리수사팀 팀장
- 서강준 : 김영군 역 (아역 : 문우진) - 세양남부경찰서 교통순경 → 비리수사팀 팀원
- 김현주 : 한태주 역 - 전직 검사. 상류층 블랙 거래 전문 변호사 → 비리수사팀 법률 고문

### 세양지방경찰청
- 허성태 : 장해룡 역 - 광역수사대 반장
- 박주희 : 조수연 역 - 과학수사팀 출신 감찰4반의 신입 반원 → 비리수사팀 팀원
- 주진모 : 박진우 역 - 차장
- 김수진 : 염동숙 역 - 청장

### 그 외 인물
- 정도원 : 홍재식 역 - 한태주 변호사의 보디가드
- 정민성 : 손병길 역 - 김차훈 유괴범
- 김동현 : 김상준 역 - CH토건 회장
- 박미현 : 조현경 역 - 김영군 모친
- 김대건 : 박찬희 역 - 세양지방경찰청 광역수사대 장해룡 반장 소속 형사
- 이중옥 : 홍재식 친구 역
- 원근수 : 세양지방경찰청 광역수사대 장해룡 반장 소속 형사 역
- 김화중
- 박용
- 김형명
- 김기령
- 유승일
- 권오경
- 최윤빈
- 탁호진
- 최교식 : 김영군 아파트 경비원 역
- 유창숙
- 김효숙
- 김단우 : 손아름 역 - 손병길의 딸
- 김건우 : 김차훈 역 - 김상준의 아들
- 양예나 : 장해룡의 딸 역
- 우정원 : 박지현 역 - 정신과 의사. 한태주의 친구
- 채동현 : 이동윤 역 - 세양지방검찰청 검사
- 신현종 : 민영기 역 - 세양지방검찰청 검사장
- 김용지 : 이효정 역
- 박성일 : 김 실장 역 - 장기밀매업자
- 박정표
- 이남희 : 신오성 역 - 오성캐피탈 회장
- 김용지 : 이효정 역
- 성낙경 : 지길수 역
- 문아람
- 장의돈
- 한승수
- 김화중
- 정기홍
- 신나라
- 권반석
- 한상훈 : 국과수 부검의 역
- 정순원 : 정한욱 역 - 무일그룹 정석태 회장 아들
- 유하준 : 오상도 역 - 금고털이범
- 박지훈 : 박시영 역 - 무일그룹 전략기획실 실장, 전 세양지방경찰청 형사
- 이승철 : 정석태 역 - 무일그룹 회장
- 전석찬 : 김조한 역 - 교도소 주임
- 신문성 : 고려클리닝 대표 역
- 서명찬 : 백성철 역
- 김주연 : 백송이 역
- 이윤상 : 김재명 가석방 위원회 위원장 역
- 천황성
- 박시환
- 한호선
- 서현규
- 이형수
- 유정호 : 박정근 역
- 지성근
- 이동규
- 이영수
- 서현규
- 이윤선

#### 특별출연
- 이재윤 : 김강욱 역 - 세양지방경찰청 광역수사대 장해룡 반장 소속 형사
- 박훈 : 윤지훈 역 - 변호사. 한태주의 전 남편
- 안길강 : 김재명 역 - 김영군 부친. 전 세양지방경찰청 형사. 형사계와 강력계 등을 오가며 현장수사에 집중했던 명수사관. 부패 및 살인 혐의 죄수
- 이얼 : 장현구 역 - 전 세양지방경찰청 형사. 과거 도치광과 같은 수사팀의 팀원이자 실종된 형사.

## 시청률
최저 시청률과 최고 시청률은 시청률 조사회사와 지역별로 시청률에 차이가 있을 수 있습니다.
| 2019년      | 2019년      | 2019년                      | 2019년         | 2019년       | 2019년         |
| 회차        | 방송일      | 부제                        | AGB 시청률     | AGB 시청률   | TNmS 시청률    |
| 회차        | 방송일      | 부제                        | 대한민국(전국) | 서울(수도권) | 대한민국(전국) |
| ----------- | ----------- | --------------------------- | -------------- | ------------ | -------------- |
| 1화         | 7월 6일     | 난 나쁜 경찰을 잡는다       | 2.993%         | 3.576%       | 3.2%           |
| 2화         | 7월 7일     | 비리 수사팀의 시작          | 4.493%         | 5.306%       | 4.8%           |
| 3화         | 7월 13일    | 검찰 그리고 장기매매1       | 3.665%         | 4.130%       | %              |
| 4화         | 7월 14일    | 검찰 그리고 장기매매2       | 4.549%         | 5.223%       | 4.7%           |
| 5화         | 7월 20일    | 15년 만의 재회              | 3.646%         | 4.071%       | %              |
| 6화         | 7월 21일    | 위험한 장부                 | 5.405%         | 6.198%       | 5.8%           |
| 7화         | 7월 27일    | 선일암매장사건1             | 3.738%         | 4.336%       | %              |
| 8화         | 7월 28일    | 선일암매장사건2             | 5.066%         | 5.687%       | %              |
| 9화         | 8월 3일     | 의문의 전화                 | 3.348%         | 3.895%       | %              |
| 10화        | 8월 4일     | 장부의 행방                 | 5.076%         | 6.044%       | 4.5%           |
| 11화        | 8월 10일    | 정체를 드러낸 장부          | 3.477%         | 3.797%       | %              |
| 12화        | 8월 11일    | 거북이의 흔적               | 6.094%         | 6.567%       | 4.5%           |
| 13화        | 8월 17일    | 끝나지 않은 수사            | 4.156%         | 4.367%       | %              |
| 14화        | 8월 18일    | 인간다움은 어디에서 올까요? | 5.520%         | 6.029%       | 5.5%           |
| 15화        | 8월 24일    | 밝혀진 15년 전 사건의 진실  | 4.960%         | 5.346%       | %              |
| 16화        | 8월 25일    | 감시자의 선택               | 6.585%         | 7.198%       | 5.3%           |
| 평균 시청률 | 평균 시청률 | 평균 시청률                 | 4.548%         | 5.111%       |                |

## 같이 보기
- 대한민국의 텔레비전 드라마 목록 (ㅇ)
- 2019년 대한민국의 텔레비전 드라마 목록

## 참고 사항
- 허성태와 이재윤은 드라마 SBS 월화드라마 《야왕》 이후로 7개월만에 재회한다.